# Малі і Великі Луки
Малі́ та Вели́кі Лу́ки — ландшафтний заказник місцевого значення в Україні. Розташований у межах Полонського району Хмельницької області, між селами Котюржинці та Черніївка.
Площа 82 га. Статус надано 1994 року. Перебуває у віданні ЛКП «Лісовик».
Статус надано з метою збереження частини лісового масиву в заплаві річки Случ та потоку Кам'янка (ліва притока Случі). Зростають дубово-березові насадження, у трав'яному покриві — рідкісні види рослин.